# Hôtel de Courcival
L'hôtel de Courcival est un monument situé dans la commune française du Mans dans le département de la Sarthe et la région Pays de la Loire.

## Historique
La porte monumentale sur rue (vantaux compris) est inscrite au titre des monuments historiques par arrêté du 16 janvier 1926. Les façades sur rue et sur cour et les toitures sont inscrites au titre des monuments historiques par arrêté du 13 mars 1945.